# Dysgonia leptotaenia
Dysgonia leptotaenia là một loài bướm đêm trong họ Erebidae.